# 温都尔勒图镇
温都尔勒图镇，是中华人民共和国内蒙古自治区阿拉善盟阿拉善左旗下辖的一个乡镇级行政单位。

## 行政区划
温都尔勒图镇下辖以下地区：
营盘水社区、乌兰陶勒盖嘎查、塔本呼都格嘎查、扎哈道兰嘎查、温格其太嘎查、德力乌兰嘎查、巴润霍德嘎查和赛汉塔拉嘎查。